# Бочкарёв, Владимир Борисович
Владимир Борисович Бочкарёв (1909—1941) — советский преподаватель, дипломат, разведчик.

## Биография
Владимир Борисович Бочкарёв родился в 1909 году в городе Лубны (ныне — Полтавская область Украины). Трудовую деятельность начал в 1925 году, работал литейщиком на одном из киевских заводов, избирался секретарём комсомольской организации завода. В 1933 году Бочкарёв окончил социально-экономический факультет Киевского государственного университета, после чего остался в нём преподавать. В 1936 году защитил кандидатскую диссертацию и был утверждён в должности доцента кафедры литературы Киевского государственного университета. В 1937—1939 годах работал деканом филологического факультета Киевского государственного университета.
С марта 1938 года — в системе органов НКВД СССР. Окончил Центральную школу ГУГБ НКВД СССР. В сентябре 1939 года Бочкарёв получил назначение на должность советника Полномочного представительства СССР в Эстонии, одновременно с этим был резидентом советской разведки в Эстонии. Находясь на этой должности, он являлся одной из основных фигур в операции по присоединению Эстонии к Советскому Союзу. В его задачи входило обеспечение дипломатического прикрытия операции. После вхождения Эстонии в состав СССР в июне 1940 года Бочкарёв был назначен уполномоченным Центрального Комитета ВКП(б) и Совета народных комиссаров СССР в Эстонской Советской Социалистической Республике. Избирался депутатом Верховного Совета СССР 1-го созыва от Эстонской ССР.
Вскоре после начала Великой Отечественной войны, в июле 1941 года, Бочкарёв был включён в состав Комитета обороны Эстонии. 27 августа (по другим данным, 28 августа) 1941 года он погиб при эвакуации из Таллина в Балтийском море.
Капитан государственной безопасности, Заслуженный работник НКВД СССР.